# Arroyo Las Flores

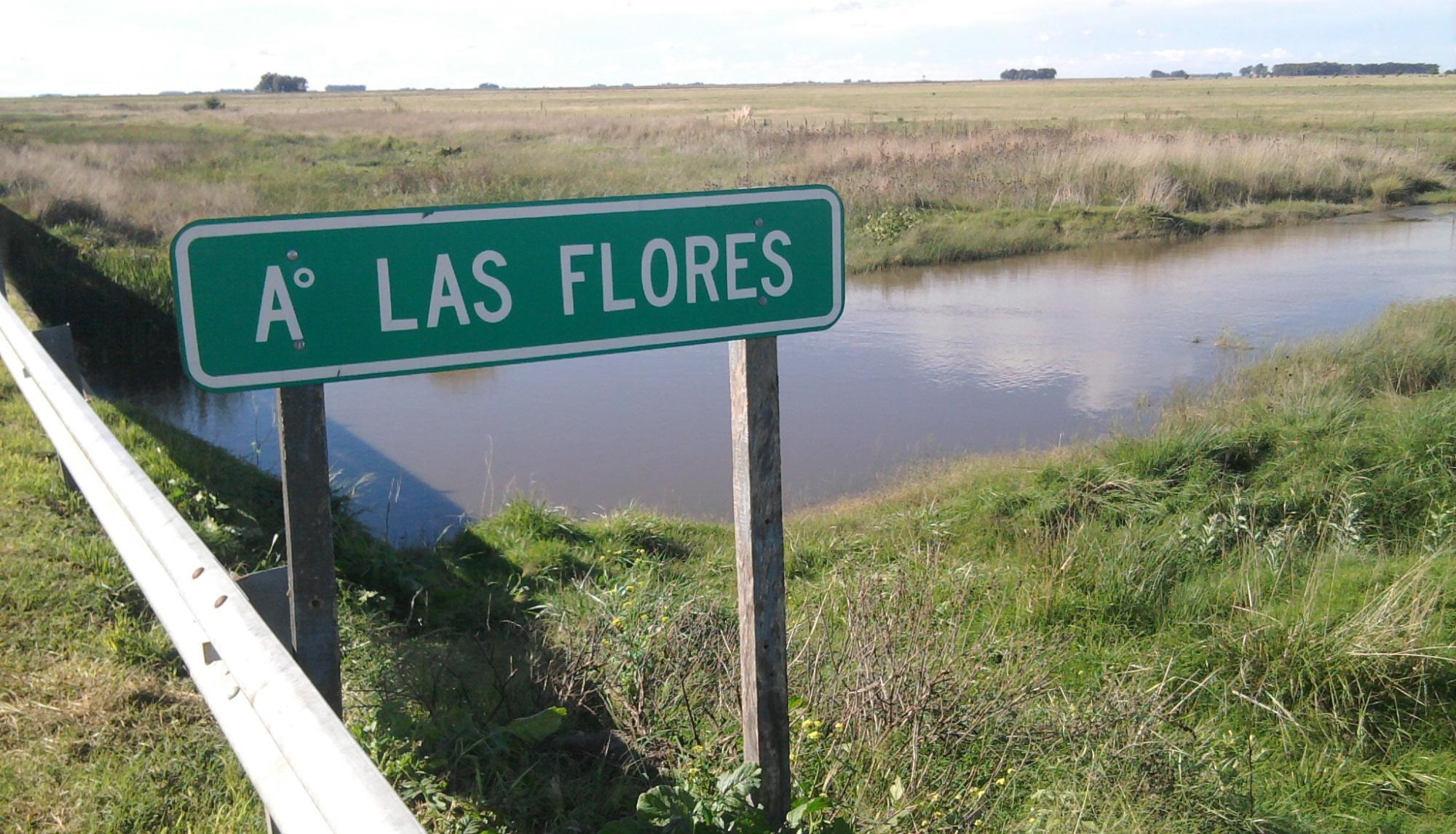
Arroyo Las Flores

El Arroyo Las Flores es un curso de agua que nace desde la Laguna Blanca Grande o Tenemiquén, la cual a su vez se forma desde la desembocadura del arroyo Brandsen, en el norte del Olavarría, en el interior de la Provincia de Buenos Aires, Argentina. 
El Arroyo Las Flores es parte de la Cuenca del Plata, ya que es afluente natural del Río Salado del Sur, que desemboca en el Río de la Plata, en la Bahía de Samborombón.
Su principal afluente es, en época de lluvias y crecidas, el Arroyo Tapalquén o Tapalqué.